# Brettorf

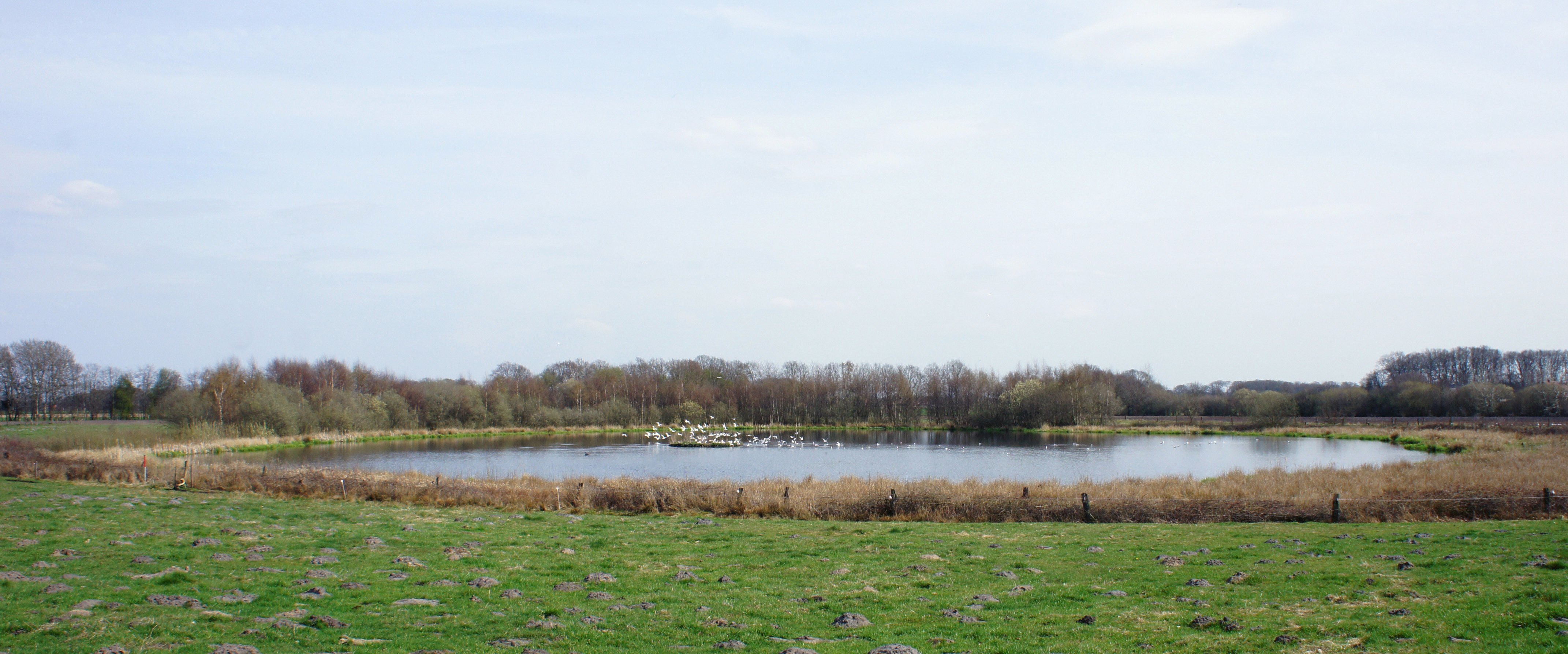
Das Lachmöwenschlatt

Brettorf ist ein Ortsteil der Gemeinde Dötlingen im niedersächsischen Landkreis Oldenburg.

## Geografie
Brettorf liegt in der Wildeshauser Geest. Zur Bauerschaft gehören die Ortsteile Haidhäuser im Nordosten und Uhlhorn im Osten. Das Dorf liegt rund sechs Kilometer nordöstlich der Hunte und hatte am 1. August 2022 etwa 930 Einwohner.
Nördlich von Brettorf findet sich das etwa zwei Hektar große Lachmöwenschlatt. Im Jahre 2002 wurde das Gewässer mit seiner damaligen Lachmöwenkolonie als Naturdenkmal 139 ausgewiesen (siehe Liste der Naturdenkmale in Dötlingen).

## Geschichte
Brettorf wurde um 1270 urkundlich ersterwähnt.
Der Ort erhielt 1898 einen Bahnhof an der Bahnstrecke Delmenhorst–Hesepe, der seit dem 5. November 2000 durch die NordWestBahn bedient wird.
Im Jahr 1999 wurde Brettorf Kreissieger im Wettbewerb „Unser Dorf soll schöner werden“.

## Infrastruktur

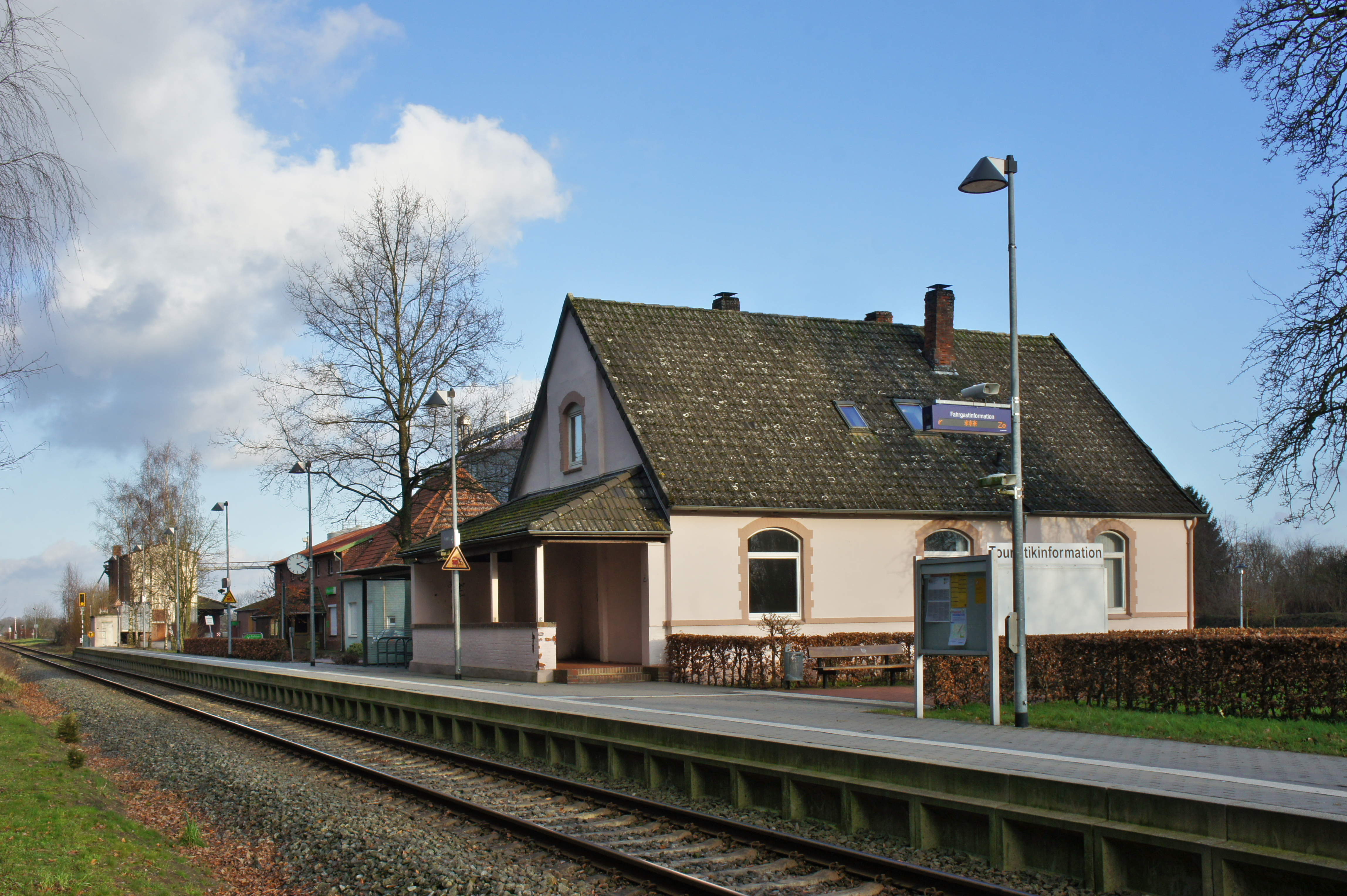
Der Bahnhof in Brettorf

Brettorf hat einen Haltepunkt der Bahnstrecke Delmenhorst–Hesepe, die den Ort im Stundentakt über die RB 58 mit Bremen und Osnabrück verbindet.
Im Ort gibt es auch eine Sportanlage mit Sporthalle.

## Vereine
Neben dem Turnverein gibt es einen Schützenverein, einen gemischten Chor, die Freiwillige Feuerwehr und als Dachverband die Arbeitsgemeinschaft Brettorfer Vereine.

## Persönlichkeiten
- Hinrich Abel (1884–1954), deutscher Politiker und NSDAP-Funktionär